# Chuva vermelha em Querala

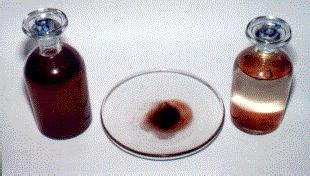
Amostra de água da chuva (esquerda) e após as partículas assentarem (direita). Sedimento seco (centro)

O fenômeno da chuva vermelha em Querala foi um evento de chuva vermelha [en] que ocorreu no distrito de Wayanad [en], no estado de Querala, no sul da Índia, na segunda-feira, 15 de julho de 1957, e a cor posteriormente se tornou amarela. O fenômeno também ocorreu de 25 de julho a 23 de setembro de 2001, quando chuvas fortes de cor vermelha caíram esporadicamente em Querala, manchando as roupas de rosa. Chuvas amarelas, verdes e pretas também foram relatadas. Chuvas coloridas também foram relatadas em Querala em 1896 e várias vezes desde então, mais recentemente em junho de 2012, e de 15 de novembro de 2012 a 27 de dezembro de 2012 nas províncias do leste e do centro-norte do Sri Lanka.
Após um exame de microscopia de luz em 2001, pensou-se inicialmente que as chuvas eram coloridas por precipitação de uma hipotética explosão de meteoro, mas um estudo encomendado pelo governo da Índia concluiu que as chuvas tinham sido coloridas por esporos transportados pelo ar de uma alga verde terrestre localmente prolífica do gênero Trentepohlia [en].

## Acontecimento

en, em Querala, que registrou a maior quantidade de chuvas vermelhas

A chuva colorida de Querala começou a cair em 25 de julho de 2001, nos distritos de Kottayam e Idukki [en], na parte sul do estado. Também foram registradas chuvas amarelas, verdes e pretas. Muitas outras ocorrências da chuva vermelha foram registradas nos dez dias seguintes e, depois, com frequência cada vez menor até o final de setembro. Segundo os habitantes locais, a primeira chuva colorida foi precedida por um forte trovão e um clarão de luz, seguido por bosques que perderam folhas cinzentas “queimadas”. Folhas murchas e o desaparecimento e a formação repentina de poços também foram relatados por volta da mesma época na área. A chuva vermelha geralmente atingia pequenas áreas, não mais do que alguns quilômetros quadrados, e às vezes era tão localizada que a chuva normal podia estar caindo a apenas alguns metros de distância da chuva vermelha. As chuvas vermelhas geralmente duravam menos de 20 minutos. Cada mililitro de água da chuva continha cerca de 9 milhões de partículas vermelhas. Extrapolando esses números para a quantidade total de chuva vermelha que se estima ter caído, calculou-se que 50.000 quilos de partículas vermelhas caíram em Querala.

## Descrição das partículas
O sólido vermelho-acastanhado separado da chuva vermelha consistia em cerca de 90% de partículas vermelhas redondas e o restante era composto de detritos. As partículas em suspensão na água da chuva eram responsáveis pela cor da chuva, que às vezes era intensamente vermelha. Uma pequena porcentagem de partículas era branca ou tinha tons de amarelo-claro, cinza-azulado e verde. As partículas tinham normalmente de 4 a 10 μm de diâmetro e eram esféricas ou ovais. Imagens de microscópio eletrônico mostraram que as partículas tinham um centro achatado. Em uma ampliação ainda maior, algumas partículas mostraram estruturas internas.

## Composição química
|    | Análise do CESS (%) | Análise de Louis & Kumar (%) |
| Al | 1,0                 | 0,41                         |
| Ca | 2,52                |                              |
| C  | 51,00               | 49,53                        |
| Cl |                     | 0,12                         |
| H  |                     | 4,43                         |
| Fe | 0,61                | 0,97                         |
| Mg | 1,48                |                              |
| N  |                     | 1,84                         |
| O  |                     | 45,42                        |
| K  | 0,26                |                              |
| P  | 0,08                |                              |
| Si | 7,50                | 2,85                         |
| Na | 0,49                | 0,69                         |

Algumas amostras de água foram levadas para o Centro de Estudos de Ciências da Terra (CESS) na Índia, onde as partículas suspensas foram separadas por filtração. O pH da água foi encontrado em torno de 7 (neutro). A condutividade elétrica da água da chuva mostrou a ausência de sais dissolvidos. Os sedimentos (partículas vermelhas e detritos) foram coletados e analisados pelo CESS usando uma combinação de espectrometria de massa com plasma acoplado a íons, espectrometria de absorção atômica e métodos químicos úmidos. Os principais elementos encontrados estão listados abaixo. A análise do CESS também mostrou quantidades significativas de metais pesados, incluindo níquel (43 ppm), manganês (59 ppm), titânio (321 ppm), cromo (67ppm) e cobre (55 ppm).
Godfrey Louis e Santhosh Kumar, físicos da Universidade Mahatma Gandhi, em Querala, usaram a análise de espectroscopia de raios-x por dispersão de energia do sólido vermelho e mostraram que as partículas eram compostas principalmente de carbono e oxigênio, com traços de silício e ferro. Um analisador CHN [en] mostrou um conteúdo de 43,03% de carbono, 4,43% de hidrogênio e 1,84% de nitrogênio.
Tom Brenna, da Divisão de Ciências Nutricionais da Universidade Cornell, realizou análises de isótopos de carbono e nitrogênio usando um microscópio eletrônico de varredura com microanálise de raios X, um analisador elementar e um espectrômetro de massa de razão isotópica (IR). As partículas vermelhas se desintegraram quando secas, o que sugere que estavam cheias de fluido. Os aminoácidos nas partículas foram analisados e sete foram identificados (em ordem de concentração): fenilalanina, ácido glutâmico/glutamina, serina, ácido aspártico, treonina e arginina. Os resultados foram consistentes com uma origem marinha ou uma planta terrestre que usa uma via fotossintética C4.

## Relatório do governo
Inicialmente, o Centro de Estudos de Ciências da Terra (CESS) declarou que a causa provável da chuva vermelha era a explosão de um meteoro, que havia dispersado cerca de 1.000 kg (uma tonelada) de material. Poucos dias depois, após uma avaliação básica de microscopia de luz, o CESS se retratou, pois notou que as partículas se assemelhavam a esporos, e os detritos de um meteoro não continuariam caindo da estratosfera na mesma área sem serem afetados pelo vento. Uma amostra foi, portanto, entregue ao Tropical Botanical Garden and Research Institute (TBGRI) para estudos microbiológicos, onde os esporos puderam crescer em um meio adequado para o crescimento de algas e fungos. As placas de Petri e os frascos cônicos inoculados foram incubados por três a sete dias e as culturas foram observadas em um microscópio.

Em novembro de 2001, encomendado pelo Departamento de Ciência e Tecnologia do Governo da Índia, o Centre for Earth Science Studies (CESS) e o Tropical Botanical Garden and Research Institute (TBGRI) emitiram um relatório conjunto que concluiu:

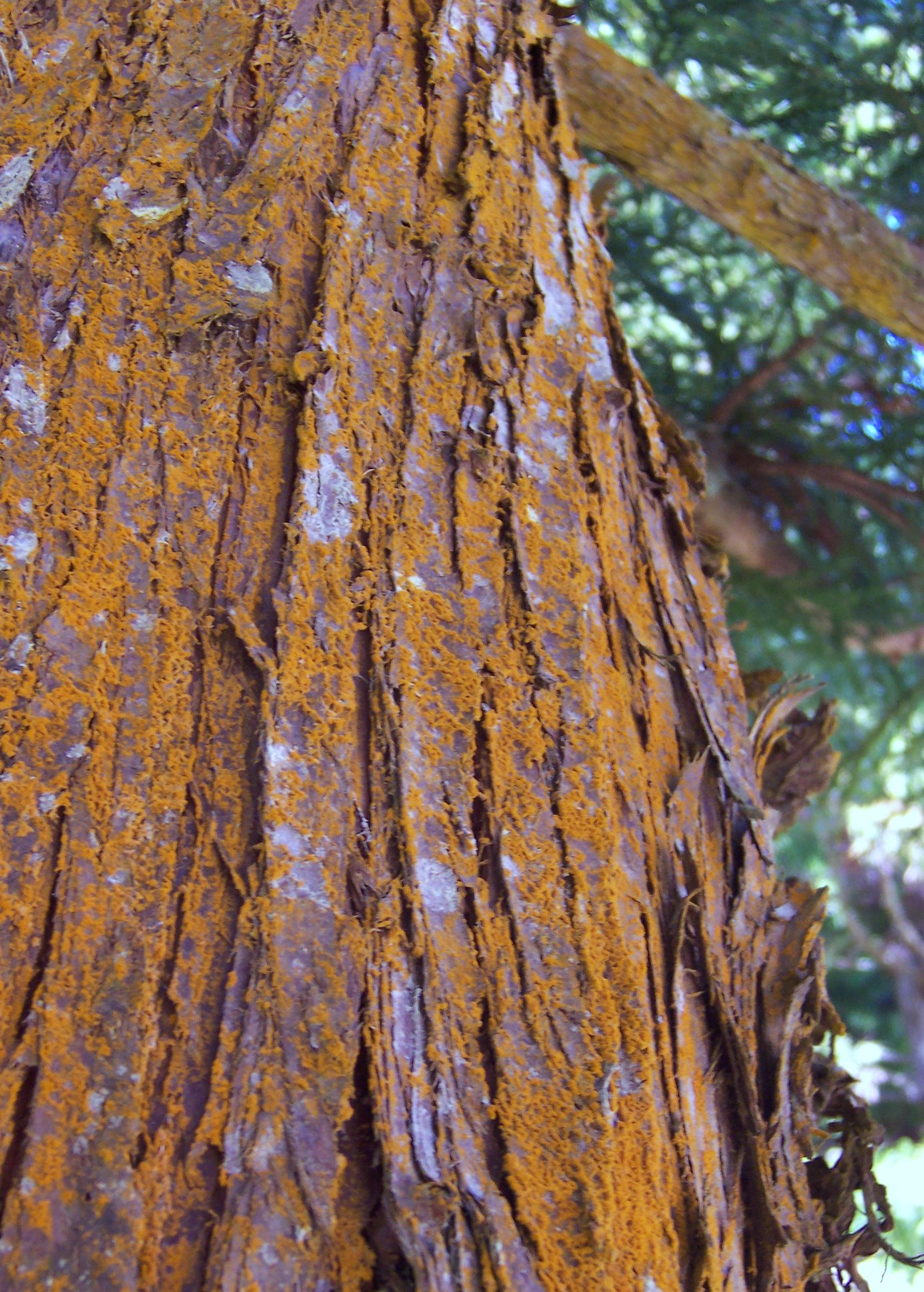
Trentepohlia no caule de Cryptomeria japonica

O local foi visitado novamente em 16 de agosto de 2001 e constatou-se que quase todas as árvores, rochas e até mesmo postes de iluminação da região estavam cobertos de Trentepohlia, em quantidades estimadas como suficientes para gerar a quantidade de esporos observada na água da chuva. Embora seja vermelha ou laranja, a Trentepohlia é uma alga verde clorófita que pode crescer abundantemente na casca das árvores ou no solo úmido e nas rochas, mas também é o simbionte fotossintético ou fotobionte de muitos líquens, incluindo alguns dos abundantes nas árvores da área de Changanassery. A forte cor laranja das algas, que mascara o verde da clorofila, é causada pela presença de grandes quantidades de pigmentos carotenoides laranja. Um líquen não é um organismo único, mas o resultado de uma parceria (simbiose) entre um fungo e uma alga ou cianobactéria.
O relatório também afirmou que não havia nenhuma origem meteórica, vulcânica ou de poeira do deserto presente na água da chuva e que sua cor não se devia a nenhum gás dissolvido ou poluente. O relatório concluiu que as fortes chuvas em Querala, nas semanas anteriores às chuvas vermelhas, poderiam ter causado o crescimento generalizado de líquens, que deram origem a uma grande quantidade de esporos na atmosfera. No entanto, para que esses líquens liberem seus esporos simultaneamente, é necessário que eles entrem em sua fase reprodutiva mais ou menos ao mesmo tempo. O relatório do CESS observou que, embora isso possa ser uma possibilidade, é bastante improvável. Além disso, eles não conseguiram encontrar nenhuma explicação satisfatória para a dispersão aparentemente extraordinária, nem para a aparente absorção dos esporos pelas nuvens. Os cientistas do CESS observaram que “Embora a causa da cor da chuva tenha sido identificada, encontrar as respostas para essas perguntas é um desafio”. Tentando explicar a proliferação e a dispersão incomuns dos esporos, o pesquisador Ian Goddard propôs vários modelos atmosféricos locais.
Partes do relatório do CESS/TBGRI foram apoiadas por Milton Wainwright, da Universidade de Sheffield, que, juntamente com Chandra Wickramasinghe, estudou esporos estratosféricos. Em março de 2006, Wainwright disse que as partículas tinham aparência semelhante a esporos de um fungo da ferrugem, dizendo posteriormente que havia confirmado a presença de DNA, e relatou sua semelhança com esporos de algas, e não encontrou nenhuma evidência que sugerisse que a chuva continha poeira, areia, glóbulos de gordura ou sangue. Em novembro de 2012, Rajkumar Gangappa e Stuart Hogg, da Universidade de Glamorgan [en], Reino Unido, confirmaram que as células da chuva vermelha de Querala contêm DNA.
Em fevereiro de 2015, uma equipe de cientistas da Índia e da Áustria também apoiou a identificação dos esporos de algas como Trentepohlia annulata, no entanto, eles especulam que os esporos do incidente de 2011 foram transportados por ventos da Europa para o subcontinente indiano.=

## Hipóteses alternativas
A história registra muitos casos de objetos incomuns que caem com a chuva - em 2000, em um exemplo de chuva de animais, uma pequena tromba d'água no Mar do Norte sugou um cardume de peixes a uma milha da costa, depositando-os logo em seguida em Great Yarmouth, no Reino Unido. A chuva colorida não é rara e muitas vezes pode ser explicada pelo transporte aéreo de chuva de poeira [en] de desertos ou outras regiões secas que foram lavadas pela chuva. As “chuvas vermelhas” são relatadas com frequência no sul da Europa, com cada vez mais registros nos últimos anos. Um desses casos ocorreu na Inglaterra em 1903, quando a poeira foi transportada do Saara e caiu com a chuva em fevereiro daquele ano.
A princípio, a chuva vermelha em Querala foi atribuída ao mesmo efeito, com a poeira dos desertos da Arábia sendo inicialmente a suspeita. Observações de LIDAR detectaram uma nuvem de poeira na atmosfera perto de Querala nos dias anteriores ao início da chuva vermelha. No entanto, testes de laboratório de todas as equipes envolvidas descartaram que as partículas fossem areia do deserto.
K.K. Sasidharan Pillai, assistente científico sênior do Departamento de Meteorologia da Índia, propôs a poeira e o material ácido de uma erupção do vulcão Mayon, nas Filipinas, como explicação para a chuva colorida e as folhas “queimadas”. O vulcão estava em erupção em junho e julho de 2001 e Pillai calculou que a corrente de jato oriental ou equatorial poderia ter transportado o material vulcânico para Querala em 25 a 36 horas. A corrente de jato equatorial é incomum, pois às vezes flui de leste para oeste a cerca de 10° N, aproximadamente a mesma latitude de Querala (8° N) e do vulcão Mayon (13° N). Essa hipótese também foi descartada, pois as partículas não eram ácidas nem de origem vulcânica, mas eram esporos.
Um estudo foi publicado mostrando uma correlação entre relatos históricos de chuvas coloridas e de meteoros; o autor do artigo, Patrick McCafferty, afirmou que sessenta desses eventos de chuva colorida, ou 36%, estavam ligados à atividade meteorítica ou cometária, embora nem sempre de forma contundente. Às vezes, a queda de chuva vermelha parece ter ocorrido após uma explosão de ar, como a de um meteoro que explodiu no ar; outras vezes, a chuva estranha é simplesmente registrada no mesmo ano em que aparece um cometa.

### Hipótese da panspermia
Em 2003, Godfrey Louis e Santhosh Kumar, físicos da Universidade Mahatma Gandhi, em Kottayam, Querala, publicaram um artigo intitulado “Cometary panspermia explains the red rain of Kerala” (A panspermia cometária explica a chuva vermelha de Querala) no site arXiv, que não foi revisado por pares. Embora o relatório do CESS tenha dito que não havia nenhuma relação aparente entre o som alto (possivelmente um estrondo sônico) e o flash de luz que precedeu a chuva vermelha, para Louis e Kumar essa foi uma evidência importante. Eles propuseram que um meteoro (de um cometa contendo as partículas vermelhas) causou o som e o clarão e, quando se desintegrou sobre Querala, liberou as partículas vermelhas que caíram lentamente no solo. Entretanto, eles omitiram uma explicação sobre como os detritos de um meteoro continuaram a cair na mesma área durante um período de dois meses, sem serem afetados pelos ventos.
A pesquisa indicou que as partículas eram de origem biológica (consistente com o relatório do CESS), no entanto, eles citaram a hipótese da panspermia para explicar a presença de células em uma suposta queda de material meteórico. Além disso, usando brometo de etídio, não foi possível detectar DNA ou RNA nas partículas. Dois meses depois, os pesquisadores publicaram outro artigo no mesmo site, intitulado “New biology of red rain extremophiles prove cometary panspermia”, no qual relataram que
O microrganismo isolado da chuva vermelha de Querala apresenta características extraordinárias, como a capacidade de crescer de forma ideal a 300 °C (572 °F) e a capacidade de metabolizar uma ampla variedade de materiais orgânicos e inorgânicos.
Essas alegações e dados ainda não foram verificados e relatados em nenhuma publicação revisada por pares. Em 2006, Louis e Kumar publicaram um artigo na Astrophysics and Space Science intitulado “The red rain phenomenon of Kerala and its possible extraterrestrial origin” (O fenômeno da chuva vermelha de Querala e sua possível origem extraterrestre) que reiterou seus argumentos de que a chuva vermelha era matéria biológica de uma fonte extraterrestre, mas não mencionou suas alegações anteriores de ter induzido o crescimento das células. A equipe também observou as células usando microscopia de fluorescência de contraste de fase e concluiu que: “O comportamento de fluorescência das células vermelhas mostra-se em notável correspondência com a emissão vermelha estendida observada na Nebulosa Retângulo Vermelho [en] e em outras nuvens de poeira galácticas e extragalácticas, sugerindo, embora não provando, uma origem extraterrestre". Uma de suas conclusões foi que, se as partículas de chuva vermelha forem células biológicas e tiverem origem cometária, esse fenômeno pode ser um caso de panspermia cometária.

Em agosto de 2008, Louis e Kumar apresentaram novamente seu caso em uma conferência de astrobiologia. O resumo do artigo afirma que
As células vermelhas encontradas na chuva vermelha em Querala, na Índia, são agora consideradas como um possível caso de forma de vida extraterrestre. Essas células podem se replicar rapidamente, mesmo em uma temperatura extremamente alta de 300 °C (572 °F). Elas também podem ser cultivadas em diversos substratos químicos não convencionais. A composição molecular dessas células ainda não foi identificada.
Em setembro de 2010, um artigo semelhante foi apresentado em uma conferência na Califórnia, EUA.

#### Ancestralidade cósmica
O pesquisador Chandra Wickramasinghe usou a alegação de “origem extraterrestre” de Louis e Kumar para apoiar ainda mais sua hipótese de panspermia chamada de ancestralidade cósmica. Essa hipótese postula que a vida não é produto de criação sobrenatural nem é gerada espontaneamente por meio da abiogênese, mas que sempre existiu no universo. A ancestralidade cósmica especula que as formas de vida superiores, inclusive a vida inteligente, descendem, em última análise, da vida preexistente que era pelo menos tão avançada quanto os descendentes.

#### Críticas
Louis e Kumar fizeram a primeira publicação de suas descobertas em um site em 2003 e, desde então, apresentaram artigos em conferências e em revistas de astrofísica várias vezes. A conclusão polêmica de Louis et al. é a única hipótese que sugere que esses organismos são de origem extraterrestre. Esses relatórios têm sido populares na mídia, com as principais agências de notícias, como a CNN, repetindo a teoria da panspermia sem críticas.
Os autores da hipótese - G. Louis e Kumar - não explicaram como os detritos de um meteoro poderiam ter caído na mesma área durante um período de dois meses, apesar das mudanças nas condições climáticas e no padrão de ventos que se estenderam por mais de dois meses. Amostras das partículas vermelhas também foram enviadas para análise a seus colaboradores Milton Wainwright, da Universidade de Sheffield, e Chandra Wickramasinghe, da Universidade de Cardiff. Louis relatou incorretamente em 29 de agosto de 2010 no arquivo de física on-line não revisado por pares “arxiv.org” que eles conseguiram fazer com que essas células “se reproduzissem” quando incubadas em vapor saturado de alta pressão a 121 °C (autoclavado) por até duas horas. A conclusão deles é que essas células se reproduziram, sem DNA, em temperaturas mais altas do que qualquer forma de vida conhecida na Terra é capaz. Eles afirmaram que as células, no entanto, não foram capazes de se reproduzir em temperaturas semelhantes às dos organismos conhecidos.
Com relação à “ausência” de DNA, Louis admite que não tem treinamento em biologia e não relatou o uso de nenhum meio de cultura microbiológico padrão para cultivar e induzir a germinação e o crescimento dos esporos, baseando sua alegação de “crescimento biológico” em medições de absorção de luz após a agregação por fluidos supercríticos, uma observação física inerte. Seus colaboradores, Wickramasinghe e Milton Wainwright, extraíram e confirmaram independentemente a presença de DNA dos esporos. A ausência de DNA foi fundamental para a hipótese de Louis e Kumar de que as células eram de origem extraterrestre.
A única tentativa relatada por Louis de corar o DNA dos esporos foi com o uso de verde malaquita, que geralmente é usado para corar endosporos bacterianos, não esporos de algas, cuja função principal de sua parede celular e sua impermeabilidade é garantir sua própria sobrevivência durante períodos de estresse ambiental. Portanto, eles são resistentes à radiação ultravioleta e gama, dessecação, lisozima, temperatura, inanição e desinfetantes químicos. A visualização do DNA dos esporos de algas em um microscópio de luz pode ser difícil devido à impermeabilidade da parede altamente resistente dos esporos aos corantes e às manchas usadas nos procedimentos normais de coloração. O DNA dos esporos é firmemente empacotado, encapsulado e dessecado; portanto, os esporos devem primeiro ser cultivados em meio de cultura e temperatura adequados para induzir primeiro a germinação, depois o crescimento celular seguido de reprodução antes de colorir o DNA.
Outros pesquisadores observaram ocorrências recorrentes de chuvas vermelhas em 1818, 1846, 1872, 1880, 1896 e 1950 e várias vezes desde então. Mais recentemente, chuvas coloridas ocorreram em Querala durante os verões de 2001, 2006, 2007, 2008, e 2012; desde 2001, os botânicos encontraram os mesmos esporos de Trentepohlia todas as vezes. Isso apoia a noção de que a chuva vermelha é uma característica ambiental local sazonal causada por esporos de algas.

## Na cultura popular
- O filme de ficção científica Red Rain foi vagamente baseado na história da chuva vermelha em Querala. Foi dirigido por Rahul Sadasivan e lançado na Índia em 6 de dezembro de 2013.[61]